# Мамайська сільська адміністрація
Мама́йська сільська адміністрація (каз. Мамай ауылдық әкімдігі, рос. Мамайская сельская администрация) — адміністративна одиниця у складі району Біржан-сала Акмолинської області Казахстану. Адміністративний центр та єдиний населений пункт — село Мамай.
Населення — 248 осіб (2021; 342 у 2009, 605 у 1999, 913 у 1989).
Станом на 1989 рік існувала Мамайська сільська рада (села Ітемген, Мамай). Село Ітемген було ліквідоване 2008 року. 2013 року Мамайський сільський округ перетворено в сільську адміністрацію.

## Склад
До складу адміністрації входять такі населені пункти:
| Населений пункт | Колишні назви | Населення, осіб (1989) | Населення, осіб (1999) | Населення, осіб (2009) | Населення, осіб (2021) |
| --------------- | ------------- | ---------------------- | ---------------------- | ---------------------- | ---------------------- |
| Ітемген, село   | -             | 149                    | -                      | -                      | -                      |
| Мамай, село     | -             | 764                    | 605                    | 342                    | 248                    |